# Mettwurst

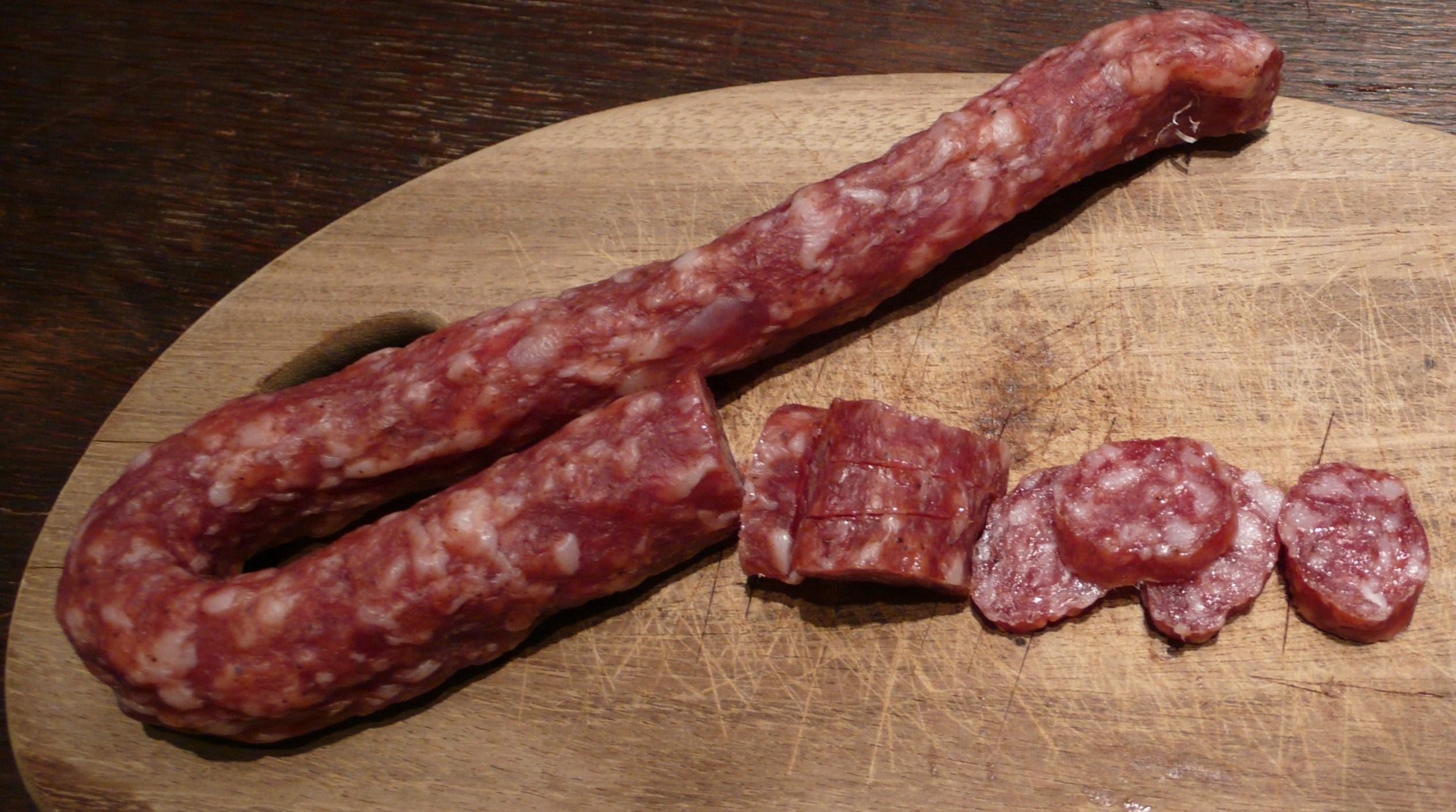
Une mettwurst de Groningue.

La mettwurst est une saucisse fumée traditionnelle de la charcuterie luxembourgeoise. On la trouve en Allemagne, mais aussi en Alsace, au Luxembourg, en Suisse et aux Pays-Bas. Elle est faite à partir de viande de porc hachée, puis fumée.
En Alsace, la mettwurscht ou mett est une saucisse à tartiner composée de maigre et gras de porc et de viande de bœuf.
En Allemagne, une sorte de mettwurst est la Göttinger Stracke, saucisse typique de Göttingen (en Basse-Saxe) protégée depuis 2011 par indication géographique protégée (IGP) (en allemand : geschützte geografische Angabe).

## Origine

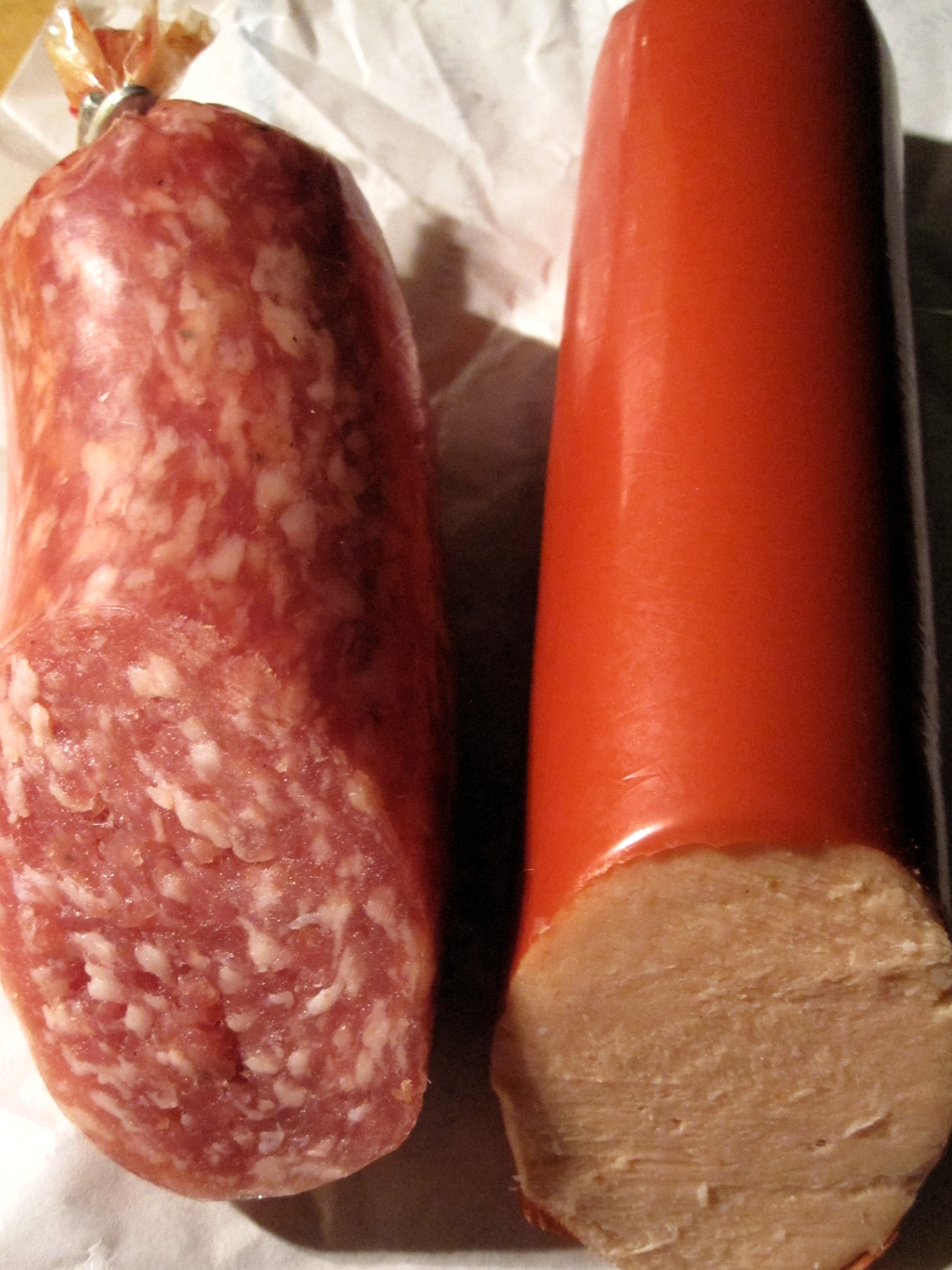
Deux types de Mettwurst de Brunswick, l'une hachée gros, l'autre hachée très finement.